# Aulacomerus nastus
Aulacomerus nastus – gatunek błonkówki z rodziny Pergidae.

## Taksonomia
Gatunek ten został opisany w 1990 przez Davida Smitha. Jako miejsce typowe podano miejscowość San Pedro de Colalao w argentyńskiej prowincji Tucumán. Holotypem była samica.

## Zasięg występowania
Ameryka Południowa. Znany z Argentyny, z prowincji Salta i Tucumán w płn.-zach. części kraju.